# هاتو (سانتاندر)
هاتو (انگلیسی: Hato, Santander) یک منطقهٔ مسکونی در کلمبیا است.